# الغورو أرجان
الغورو أرجان هو الغورو الخامس للديانة السيخية التي أسسها ناناك.

## حياته
ولد أرجان عام 1563 في البنجاب، وهو ابن الغورو الرابع رامداس الذي تزوج من بنت الغورو الثالث رامداس حفيد ناناك، وهو يعتبر أحد المؤسسين الأربعة الحقيقيين للسيخية.
استقر في مدينة أمريستار المدينة المقدسة عند السيخ، وقد جمع تعاليم السيخ كلها لأول مرة في الكتاب المقدس عنده (الأدي جرانت)، كما وضع فيه خمس نصوص من أناشيد الغورو الثالث، وأسس المعبد الذهبي أو الهيكل الذهبي وهو المعبد الأكثر قداسة عند السيخ وأتم البناء تحت إشرافه، كما أسس أول حلف لأتباعه تحت رياسته؛ حتى خشاه المسلمين المغول الذين كانوا يحكمون الهند آنذاك فألقوا القبض عليه عام 1606، وأعدموه وقد كان لهذا الحادث انعكاس أخلاقي في أخلاقيات السيخية من المحبة والسلام إلى العدوانية وحب الانتقام، فاجتمعوا تحت قيادة الغورو السادس هارغومند لمقاتلة المسلمين ولكن المسلمين انتصروا عليهم وفر السيخ إلى الجبال الشمالية المجاورة لاستجماع قوتهم.

## أعماله
هو يعتبر أهم المؤسسين للسيخية من بعد ناناك لأنه أحدث عملية بلورة للسيخية ونظمها وأحدث لها عملية هيكلة وصنع لها شخصيتها.

### من أهم أعماله
- بناء الهيكل الذهبي أو المعبد الذهبي وهو معبد يطل على بحيرة صغيرة وهو مكان حج السيخ.
- تأليف الكتاب المقدس الأدي جرانت وجمع فيه جميع تعاليم السيخية المبعثرة وهو أول كتاب موحد للسيخية.
- أتمم مدينة أرمريستار المقدس لدى السيخ.
- صنع أول محالفة لأتباعه لتعزز وجدهم وتحميهم.
- صنع الطقوس التي يمارسها السيخ.

## روابط خارجية
- الغورو أرجان على موقع الموسوعة البريطانية (الإنجليزية)